# متیو کریم
متیو کْریم (انگلیسی: Matthew Cream; زاده ۱۹ ژوئن ۱۹۷۵) یک کمک داور فوتبال اهل استرالیا است. وی در سال ۲۰۰۰ میلادی در لیست داوران بین المللی فیفا قرار گرفت. کریم در رقابتهای جام کنفدراسیون‌ها ۲۰۰۹ و جام ملت‌های آسیا ۲۰۱۵ قضاوت کرده است.